# 広島県立広島産業会館
広島県立広島産業会館（ひろしまけんりつひろしまさんぎょうかいかん）は、広島県広島市南区にあるコンベンション施設である。

## 概要
本館・東展示館・西展示館で構成されている。
1970年（昭和45年）10月1日、県条例第18号で設置が決定。同年10月11日に現在の本館及び東展示館が開館した。
その後、南区民文化センター・広島市立南区図書館などが入居する『広島産業文化センター』に西展示館が設けられ、1990年（平成2年）7月に開館した。
2008年（平成20年）4月1日より指定管理者制度が導入され、公益財団法人ひろしま産業振興機構が管理運営に当たっている。

## 施設概要

### 本館
第1・2展示場と会議室が2階にある。
- 第1展示場：面積195m2
- 第2展示場：面積182m2

### 東展示館
2,558m2の広さとステージを持つ展示場からなり、コンサートや演劇、プロレス、ボクシングの興行にも対応している。展示場は3室に仕切ることができる。
- 第1展示場：面積1,268m2
- 第2展示場：面積645m2
- 第3展示場：面積645m2

### 西展示館
第1・2・3・4展示場、第1・2商談室、さらに控え室も6部屋用意されている。第1・2展示場は天井の高さ7m。ロビーでセレモニーを開くことも出来る。
『広島産業文化センター』内にあり、1994年アジア競技大会のメインプレスセンターとなった。広島市南区民文化センター・広島市立南区図書館も併設されている。
- 第1展示場：面積864m2
- 第2展示場：面積845m2
- 第3展示場：面積459m2
- 第4展示場：面積397m2

## 交通アクセス
- 広島電鉄皆実線（5号線）南区役所前電停下車、徒歩約1分[5]。
  - 5号線：広島駅・比治山下方面 - 南区役所前 - 皆実町六丁目・広島港方面
- 南区役所前バス停（7号線、41号線、23号線などが停車）下車、徒歩約1分。
  - 7号線・41号線（広電バス・芸陽バス）：紙屋町（県庁前・広島バスセンター）・市役所前方面 - 南区役所前 - 東雲方面
  - 23号線（昭和町経由 広島バス）：八丁堀・富士見町方面 - 南区役所前 - 旭町・大学病院前方面
- 国道2号（新広島バイパス）沿い。有料駐車場有り[6]。

## 参考書籍
- 『広島県史 年表』（広島県）
- 『戦後五十年 広島県政のあゆみ』（広島県）